# 斜压
斜壓（英語：Baroclinic）是指等壓面和等溫面（等密度面）出現交角、不平行的現象。
在流体动力学中，层结流体的斜压性（通常称为斜压）是指压力梯度与流体中密度梯度的偏差。[1] [2] 在气象学中，斜压大气是密度同时取决于温度和压强; 与正压大气相比，正压大气中密度只取决于压力。 在大气学科中，地球的正压区域通常位于中纬度或热带地区，而斜压区一般位于中纬度或极地地区。
中緯度地區是其中一個經常出現斜壓的區域。由於受太陽照射差異使南北溫差大，西風帶的氣壓槽脊一般隨高度向西傾斜，而溫度槽脊則向東傾斜，造成等壓面和等溫面不平行。
斜压性正比于
{\displaystyle \nabla p\times \nabla \rho }
它正比于等压面于等密面之间交角的正弦。因此，在正压流体（即无斜压性）中，三个平面（等温面、等压面、等密面）是平行的。
大气中的高斜压性区域的特点是形成气旋的频率较高。